# الکساندر شیوکا
الکساندر شیوکا (انگلیسی: Aleksander Śliwka؛ زادهٔ ۲۴ مهٔ ۱۹۹۵) بازیکن والیبال اهل لهستان است.
از باشگاه‌هایی که در آن بازی کرده‌است می‌توان به باشگاه والیبال آسیکو رسوویا ژشوف اشاره کرد. وی اکنون کاپیتان تیم زاکسا کیدژیرژن کوژله است. 
شیوکا به عنوان یک دریافت کننده قدرتی، هم در دریافت هم در حمله ماهر است و حملات وی سخت دفاع می‌شود چون چپ دست است و مهارت ضربه زدن به توپ به شکل های مختلف را دارد. سرویس های او هم قدرتی و هم کنترل شده دریافت حریف را به مشکل می اندازد.  